# Gregor Kobel
Gregor Kobel (Zurique, 6 de dezembro de 1997) é um futebolista profissional suíço que atua como goleiro do Borussia Dortmund.

## Carreira pelo clube

### Hoffenheim
Kobel fez sua estreia profissional pelo Hoffenheim em 12 de agosto de 2018, na primeira rodada da Copa da Alemanha de 2017–18 contra o Liga Rot-Weiß Erfurt . A partida terminou com uma vitória fora de casa por 1 a 0 para o Hoffenheim.

### VfB Stuttgart
Na temporada 2019-20, Kobel foi emprestado ao VfB Stuttgart. Em 28 de julho de 2020, Kobel mudou-se definitivamente para o clube, assinando um contrato até junho de 2024.

### Borussia Dortmund
Em 31 de maio de 2021, Kobel assinou um contrato de cinco anos com o Borussia Dortmund. O valor da transferência paga ao VfB Stuttgart foi 15 milhões de euros.

## Estatísticas da carreira
- Atualizado até 11 de fevereiro de 2022.[4]

| Clube                      | Temporada      | Liga nacional | Liga nacional | Copa nacional | Copa nacional | Continental | Continental | Outros | Outros | Total | Total |
| Clube                      | Temporada      | Jogos         | Gols          | Jogos         | Gols          | Jogos       | Gols        | Jogos  | Gols   | Jogos | Gols  |
| -------------------------- | -------------- | ------------- | ------------- | ------------- | ------------- | ----------- | ----------- | ------ | ------ | ----- | ----- |
| 1899 Hoffenheim II         | 2015–16        | 5             | 0             | -             | -             | -           | -           | -      | -      | 5     | 0     |
| 1899 Hoffenheim II         | 2016–17        | 26            | 0             | -             | -             | -           | -           | -      | -      | 26    | 0     |
| 1899 Hoffenheim II         | 2017–18        | 8             | 0             | -             | -             | -           | -           | -      | -      | 8     | 0     |
| 1899 Hoffenheim II         | 2018–19        | 4             | 0             | -             | -             | -           | -           | -      | -      | 4     | 0     |
| 1899 Hoffenheim II         | Total          | 43            | 0             | -             | -             | -           | -           | -      | -      | 43    | 0     |
| 1899 Hoffenheim            | 2016–17        | 0             | 0             | 0             | 0             | -           | -           | -      | -      | 0     | 0     |
| 1899 Hoffenheim            | 2017–18        | 0             | 0             | 2             | 0             | 1           | 0           | -      | -      | 3     | 0     |
| 1899 Hoffenheim            | 2018–19        | 1             | 0             | 2             | 0             | 0           | 0           | -      | -      | 3     | 0     |
| 1899 Hoffenheim            | Total          | 1             | 0             | 4             | 0             | 1           | 0           | -      | -      | 6     | 0     |
| Augsburg                   | 2018–19        | 16            | 0             | 2             | 0             | -           | -           | -      | -      | 18    | 0     |
| Augsburg                   | Total          | 16            | 0             | 2             | 0             |             |             | -      | -      | 18    | 0     |
| VfB Stuttgart (empréstimo) | 2019–20        | 31            | 0             | 0             | 0             | -           | -           | -      | -      | 31    | 0     |
| VfB Stuttgart (empréstimo) | 2020–21        | 33            | 0             | 1             | 0             | -           | -           | -      | -      | 34    | 0     |
| VfB Stuttgart (empréstimo) | Total          | 64            | 0             | 1             | 0             | -           | -           | -      | -      | 65    | 0     |
| Borussia Dortmund          | 2021–22        | 29            | 0             | 2             | 0             | 8           | 0           | 1      | -      | 40    | 0     |
| Borussia Dortmund          | 2022–23        | 16            | 0             | 3             | 0             | 3           | 0           | -      | -      | 22    | 0     |
| Borussia Dortmund          | Total          | 45            | 0             | 5             | 0             | 11          | 0           | 1      | -      | 62    | 0     |
| Carreira total             | Carreira total | 169           | 0             | 12            | 0             | 12          | 0           | 1      | -      | 194   | 0     |

## Títulos

### Prêmios individuais
- Seleção da Bundesliga: 2022–23[5] e 2023–24[6]
- Seleção da Liga dos Campeões da UEFA: 2023–24[7]